# Дубки (Наро-Фоминский район)
Дубки — посёлок в Наро-Фоминском районе Московской области, входит в состав сельского поселения Веселёвское. До 2006 года Дубки входили в состав Веселёвского сельского округа.
Посёлок расположен в юго-западной части района, у истока безымянного правого притока реки Протвы, примерно в 10 км к югу от города Вереи, высота центра над уровнем моря 213 м. Ближайшие населённые пункты — Ястребово на восточной стороне проходящего у посёлка шоссе и Волково в 0,8 км к юго-востоку.

## Население
| 2002 | 2006 | 2010 |
| ---- | ---- | ---- |
| 39   | ↗47  | ↘33  |